# Mersch (tổng)
Mersch là một tổng ở trung tâm của Luxembourg, ở huyện Luxembourg. Thủ phủ là Mersch.
Tổng này bao gồm 11 thị trấn: 
- Bissen
- Boevange-sur-Attert
- Colmar-Berg
- Fischbach
- Heffingen
- Larochette
- Lintgen
- Lorentzweiler
- Mersch
- Nommern
- Tuntange